# Teatre Serrano (Sueca)
El Teatre Serrano és un edifici situat al carrer del Sequial número 32 de la localitat valenciana de Sueca (Ribera Baixa).

## Edifici
És una de les obres més representatives del art déco valencià a Sueca. El projecte de l'edifici és obra de l'arquitecte suecà Joan Guardiola i data de l'any 1934.
El teatre era propietat de la pròpia família de l'arquitecte Guardiola, que disposava de diversos cinemes i teatres en la mateixa comarca. Consta de planta baixa, dues altures i àtic de menor altura. En l'edifici podem trobar una clara influència del art déco nord-americà més genuí. Disposava d'un aforament per a un total de 2.052 espectadors.
El teatre, que operava com a sala de cinema, va tancar les portes l'1 d'octubre de 1978. Actualment el baix comercial està ocupat per la cadena de supermercats Mercadona. Cal destacar el rètol de grans dimensions que la cadena de supermercats desplega en la façana d'un edifici històric amb tant valor arquitectònic, sent considerada per experts locals com una aberració urbanística.